# Morton C. Hunter

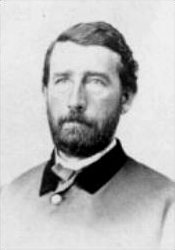
Morton C. Hunter

Morton Craig Hunter (* 5. Februar 1825 in Versailles, Ripley County, Indiana; † 25. Oktober 1896 in Bloomington, Indiana) war ein US-amerikanischer Offizier und Politiker. Zwischen 1867 und 1879 vertrat er zwei Mal den Bundesstaat Indiana im US-Repräsentantenhaus.

## Werdegang
Morton Hunter besuchte die Schulen seiner Heimat. Nach einem anschließenden Jurastudium an der Indiana University in Bloomington und seiner im Jahr 1849 erfolgten Zulassung als Rechtsanwalt begann er in diesem Beruf zu arbeiten. In den 1850er Jahren wurde er Mitglied der Republikanischen Partei. 1858 wurde er in das Repräsentantenhaus von Indiana gewählt. Seit 1862 nahm er als Offizier im Heer der Union am Bürgerkrieg teil. Bis 1865 wurde er Brevet-Brigadegeneral einer Freiwilligeneinheit.
Bei den Kongresswahlen des Jahres 1866 wurde Hunter im dritten Wahlbezirk von Indiana in das US-Repräsentantenhaus in Washington, D.C. gewählt, wo er am 4. März 1867 die Nachfolge von Ralph Hill antrat. Bis zum 3. März 1869 konnte er eine Legislaturperiode im Kongress absolvieren. Diese war von dem Konflikt zwischen Hunters Partei und Präsident Andrew Johnson geprägt. Bei den Wahlen des Jahres 1872 wurde Hunter im sechsten Distrikt seines Staates erneut in den Kongress gewählt, wo er am 4. März 1873 die Nachfolge von Daniel W. Voorhees antrat. Nach zwei Wiederwahlen konnte er bis zum 3. März 1879 im Parlament verbleiben. Seit 1875 vertrat er dort als Nachfolger von James Noble Tyner den achten Bezirk seines Staates.
Nach seinem Ausscheiden aus dem US-Repräsentantenhaus betrieb Morton Hunter eine Mine. Er starb am 25. Oktober 1896 in Bloomington.